# Haematopota bantuana
Haematopota bantuana är en tvåvingeart som beskrevs av H. Oldroyd 1952. Haematopota bantuana ingår i släktet Haematopota och familjen bromsar.
Artens utbredningsområde är Nigeria. Inga underarter finns listade i Catalogue of Life.